# 우라카 (레온)
우라카 가즈텔라코아(바스크어: Urraka Gaztelakoa)는 레온, 카스티야, 갈리시아 왕국의 왕인 알폰소 6세와 콘스탄스 드 부르고뉴 공녀(Constance de Bourgogne) 사이에서 난 딸이자, 레온, 카스티야, 갈리시아 왕국의 여왕이다.

## 생애
갈리시아 백작 레이몽(Raymond de Bourgogne)과 결혼하여, 알폰소 7세를 낳았다.

## 같이 보기
- 레온 왕국
- 알폰소 6세
- 테레사